# 투브루크 공방전
1941년 241일 동안 지속된 투브루크 공방전은 연합군에 맞서 추축국이 개시한 해바라기 작전 이후 추축국 군대가 엘 아게일라에서 키레나이카로 진군한 이후 발생한 포위전으로 제2차 세계 대전 중 서부 사막 전역의 일부이다. 1940년 말 연합군은 이탈리아 제10군을 컴퍼스 작전에서 격파했고, 베다 폼에서 이탈리아 잔병을 포위시켰다. 1941년 초 대부분의 서부 사막군은 그리스 전투와 시리아-레바논 전역에 파견되었다. 독일군과 이탈리아 증원군이 리비아에 도달하자 연합군의 소규모 병력만 이들을 막게 되었다. 연합군은 물자와 보급이 부족한 상태에서 추축군과 맞서 싸우게 되었다.
해바라기 작전으로 인해 연합군은 이집트 국경지역으로 철수할 수밖에 없었다. 레슬리 모스헤드가 이끄는 오스트레일리아 제9사단으로 구성된 본부는 투브루크에 남아 추축국이 항구를 사용하는 것을 막기로 결정했으며, 서부 사막군은 재조직해 반격을 준비했다. 추축국의 토브룩 포위는 4월 10일 시작되었으며, 에르빈 롬멜의 독일군이 항구를 공격하기 시작했다. 브레비티 작전, 배틀액스 작전, 크루세이더 작전을 통해 연합군은 3차례 포위를 완화하려고 시도했다. 추축국의 투브루크 점령은 벵가지보다 이집트에 더 가까운 보급항을 얻기 위함이었지만, 투브루크는 영국 공군 폭격기의 범위 내에 있었다.
포위전은 국경지역에 위치한 추축국 군대의 병력을 다른 곳으로 이동시켰고, 투브루크 본부는 추축국의 공격을 여러 차례 물리쳤다. 항구는 영국 공군이 이집트에서 멀리 떨어진 비행장에서 보낸 편대의 일부였던 급강하 폭격기와 중폭격기의 폭격으로 인해 자주 파손되었다. 영국의 지중해 함대와 같은 연합군 해상 병력은 봉쇄를 감행하고, 증원군과 보급품을 보내주었으며 부상자와 포로를 이송했다. 11월 27일 투브루크는 영국 제8군에 의해 포위전을 마치게 되었다.

## 같이 보기
- 트윈 핌플 습격